# 나는보리
《나는보리》는 2020년에 개봉한 대한민국의 영화이다.

## 캐스팅
- 김아송 : 보리 역
- 이린하 : 정우 역
- 곽진석 : 아빠 역
- 허지나 : 엄마 역
- 황유림 : 은정 역
- 최대성 : 은정아빠 역
- 김자영 : 고모 역
- 김종구 : 할아버지 역
- 정이랑 : 슈퍼아줌마 역
- 신우희 : 경찰 역
- 김태현 : 담임선생님 역
- 김종문 : 젊은선생님 역
- 임호경 : 의사 역
- 이보람 : 옷가게주인 역
- 이하음 : 옷가게점원 역
- 모하메드 사디크 : 외국인 상인 역
- 허정도 : 축구 캐스터 (목소리) 역
- 전석찬 : 축구 해설 (목소리) 역
- 이현하 : 학생 1 역
- 김연아 : 학생 2 역
- 제린 : 학생 3 역
- 이난 : 축구감독 역
- 김동자 : 동네주민 역
- 최상정 : 동네주민 역
- 김동순 : 동네주민 역
- 정미자 : 동네주민 역
- 김동금 : 동네주민 역
- 김동규 : 세상에 이럴수가 진행자 역
- 전국진 : 경찰 1 역
- 김민수 : 경찰 2 역
- 김옥남 : 해녀 역
- 손진오 : 은행원 역
- 엘리펀디 : 배달원 역

## 같이 보기
- 2020년 대한민국의 영화 목록

## 수상
- 2019년 제20회 가치봄영화제 수상 대상 : 김진유
- 2019년 제14회 부산국제어린이청소년영화제 후보 다름 안에서
- 2019년 제7회 무주산골영화제 후보 상영작 - 판
- 2019년 제1회 평창국제평화영화제 후보 강원도의 힘
- 2020년 제21회 가치봄영화제 후보 한국영화초청
- 2020년 제29회 부일영화상 후보 신인 여자 연기상
- 2020년 제11회 광주여성영화제 후보 온라인 상영
- 2020년 제6회 아동권리영화제 후보 상영작